# René Walterbos
Reinirus Antonius Maria (René) Walterbos (* 1957 in Groenlo) ist ein niederländischer Astronom und war Professor an der New Mexico State University, Department of Astronomy. Er promovierte im Jahr 1986 an der Universität Leiden über Stars, gas, and dust in the Andromeda galaxy.
Der Asteroid (172317) Walterbos ist nach ihm benannt.